# Estrela Dalva
Estrela Dalva este un oraș în Minas Gerais (MG), Brazilia.